# Wużysk
Wużysk (ukr. Вужиськ) – wieś na Ukrainie w rejonie kowelskim, w obwodzie wołyńskim, przy trasie europejskiej E85. Wieś została założona po II wojnie światowej w miejscu, gdzie wcześniej znajdował się chutor Wyżewski, a w jej skład weszły także okoliczne chutory: Podlisie, Rudnia, Sykuńskie, Zabłocie i Zielonki. Wszystkie powyższe miejscowości w II Rzeczypospolitej wchodziły w skład gminy wiejskiej Datyń w powiecie kowelskim województwa wołyńskiego. Ponadto w niewielkiej odległości na wschód od wsi przed II wojną światową istniały niewielkie śródleśne wsie Nadatyń I i Nadatyń II (Naddatyń I i Naddatyń II).
Do 2020 w rejonie ratnieńskim.